# Stanisław Szpotański
Stanisław Szpotański (ur. 9 czerwca 1880 w Suchcicach, zm. 17 kwietnia 1936 w Kobyłce) – polski pisarz, historyk, publicysta, dyplomata, dziennikarz.

## Życiorys
Był synem powstańca styczniowego. Od 1903 do 1907 był członkiem PPS. Od 1912 do 1925 przebywał poza obszarem ojczyzny. Zajmował się badaniem dziejów okresu mesjanizmu Adama Mickiewicza opracowaniem postaci polskich z XIX wieku. Podczas I wojny światowej działał we Francji na rzecz polskiej niepodległości.
Po 1918 był dyrektorem Biura Prasowego Poselstwa Rzeczypospolitej Polskiej w Paryżu. Od 1923 do 1925 był redaktorem pisma „Życie Polskie”. Był dyrektorem Polskiej Agencji Prasowej. W latach 20. powrócił do niepodległej II Rzeczypospolitej. Zamieszkał w majątku Międzylesie pod Tłuszczem, a od 1928 w Kobyłce. Od tego czasu tworzył powieści historyczne i dramaty. Był współpracownikiem „Kurjera Warszawskiego”
Zmarł 17 kwietnia 1936 w Kobyłce. Został pochowany na miejscowym cmentarzu.
W 1979 ukazała się książka pt. Stanisław Szpotański jako pisarz historyczny autorstwa Gustawa Ostasza, a w 2008 publikacja pt. Stanisław Ryszard Szpotański (1880-1936). Zapomniany pisarz mieszkaniec Kobyłki.

## Publikacje
- Konarszczyzna. Przygotowania powstańcze w Polsce w 1835-1839 roku (1906), wyd. [ca1919]
- Lud polski (z dziejów polskiej myśli socyalistycznej) (1907)
- Początki polskiego socjalizmu (1907)
- Maurycy Mochnacki (1910)
- La vérité sur les légions polonaises (1915)
- Pilsudski et son rôle en Pologne (1919)
- La Pologne nouvelle et son premier Chef d’État Joseph Pilsudski (1920)
- Adam Mickiewicz i jego epoka (1921/1922)
- Adam Mickiewicz et le romantisme (1924)
- Materyały do historyi Towarzystwa Filomatów (1920-1934, współautorka: Stanisława Pietraszkiewiczówna)
- Prometeusze. Powieść historyczna (1929)
- Odloty. Powieść historyczna [1929]
- Powstanie Listopadowe 1830 -1831 (Warszawa 1930, nakładem Komitetu Głównego Obchodu Setnej Rocznicy Powstania Listopadowego)
- Bez ziemi i bez nieba (1931)
- Wróżka (1931)
- Andrzej Towiánski, jego życie i nauka (1938)